# Land ingen Dúngaile
Land ingen Dúngaile, död 890, var drottning av Irland 846-879 som gift med kung Máel Sechnaill mac Máele Ruanaid och (från 862) med kung Áed Findliath.
Hon var dotter till kung Dúngal mac Fergaile av Osraige. Hon gifte sig första gången med kung Gáethíne mac Cináeda av Loíchsi. Hennes tre äktenskap ska ha ägt rum av politiska skäl. 
I en samtida krönika uppges att drottning Land ingen Dúngaile var känd för att uppmuntra kung Áed Findliath att bekämpa vikingarna på Irland.